# Jean d’Orléans, duc de Guise

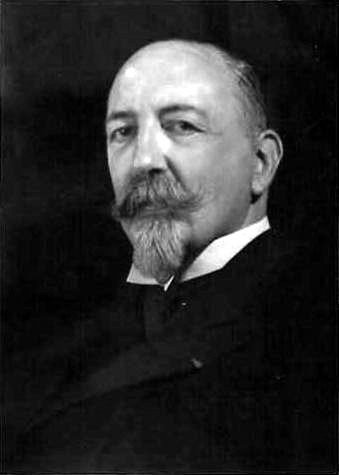
Jean d’Orléans

Jean Pierre Clément Marie d’Orléans (* 4. September 1874 in Paris; † 25. August 1940 in Larache, Marokko) war seit 1926 bis zu seinem Tod der Chef des Hauses Orléans und als „Jean III.“ dessen Prätendent auf den französischen Thron. Er führte die Höflichkeitstitel duc de Guise und seit 1926 duc d’Orléans.

## Leben
Er war der Sohn des Robert d’Orléans, duc de Chartres, und der Françoise d’Orléans. Nach seinem Studium in Paris lebte er von 1891 bis 1899 in Dänemark, in dessen Armee er seit 1894 als Offizier diente. Weil ihm beim Ausbruch des Ersten Weltkrieges der Dienst in der französischen Armee verwehrt wurde engagierte er sich für das Rote Kreuz.
Nachdem im Jahr 1926 sein Schwager und Cousin Louis Philippe d’Orleans erbenlos gestorben war, folgte ihm Jean d’Orléans in der Führung des Hauses nach. In dieser Eigenschaft vollzog er 1937 von der gesamten Familie unterstützt einen öffentlichen Bruch mit der extremistischen Action française, da deren Ziele und Positionen nicht im Einklang mit denen des „Hauses Frankreich“ stünden. Nach seinem Tod in seinem Exilsitz in Spanisch-Marokko wurde er in der Familiengrablege in der Chapelle royale Saint-Louis in Dreux bestattet.
Er heiratete am 30. Oktober 1899 in Twickenham seine Cousine Isabelle d’Orléans, mit der er vier Kinder hatte:
- Isabelle Françoise Hélène Marie (1900–1983) ⚭ Bruno d’Harcourt (1899–1930)
- Françoise Isabelle Louise Marie (1902–1953) ⚭ 1929 Christoph Prinz von Griechenland und Dänemark (1888–1940)
- Anne Hélène Marie (1906–1986) ⚭ 1927 Amadeus Duca d’Aosta (1898–1942)
- Henri Robert Ferdinand Marie Louis Philippe d’Orléans (1908–1999) ⚭ 1931 Isabelle d’Orléans-Bragance (1911–2003)